# アンリ2世・ド・サヴォワ＝ヌムール

サヴォワ＝ヌムール家の紋章

アンリ2世・ド・サヴォワ＝ヌムール（仏: Henri II de Savoie-Nemours, 1625年11月7日 - 1659年1月14日）は、ランス大司教（在任：1651年 - 1657年）。また、1652年に兄シャルル・アメデが死去したため、ジュネーヴ公、ヌムール公およびオマール公となった。

## 生涯
アンリ2世は、ヌムール公アンリ1世とオマール女公アンヌ・ド・ロレーヌの末息子として1625年にパリで生まれた。
最初は聖職者の道を進み、学問で大きな成功をおさめ、1651年にランス大司教とされた。
しかし、1652年に兄シャルル・アメデが決闘でボーフォール公フランソワに殺されたため、サヴォワ＝ヌムール家を継ぐために聖職者の道を断念した。その後、アンリ2世は「彼の美徳によって尊重されたであろう状態」を去った。
1657年5月22日にアンリ2世は「ロングヴィル嬢」として知られるマリー・ドルレアン＝ロングヴィル（1625年 - 1707年）と結婚した。マリーはロングヴィル公アンリ2世とルイーズ・ド・ブルボン＝ソワソンの娘であった。2人の間には子供は生まれなかった。
多くの人がこの結婚に驚いた。フランスで最も裕福な女子相続人がなぜ若い修道士と結婚しようと思ったのか理解できなかったためである。アンリ2世はどちらかというと学者肌で、病持ちで財産もなく、権力もなく尊重もされていない人物であった。マリーはこの結婚に同意したことを後悔したようであったが、すでに遅すぎた。アンリ2世は教会を去る時に発熱に襲われ、それにより健康も損なわれていた。
アンリ2世は1659年1月14日に死去した。心臓は自身が望んでいたようにパリのサン＝ポール＝サン＝ルイ教会に安置された。遺体はアヌシーの一族の墓所に埋葬された。アンリ2世の死により、フランスのサヴォワ＝ヌムール家は断絶した。
ヌムール公領は王領に戻され（ルイ14世はさらに弟オルレアン公フィリップ1世に与えた）、ジュネーヴ伯領およびオマール伯領は姪のマリー・ジャンヌ・ド・サヴォワ＝ヌムールが継承した。寡婦となったマリーは1694年にエストゥトヴィル女公、ヌーシャテル女公およびドンブ女公となった。